# Cyphia digitata
Cyphia digitata är en klockväxtart som först beskrevs av Carl Peter Thunberg, och fick sitt nu gällande namn av Carl Ludwig von Willdenow. Cyphia digitata ingår i släktet Cyphia, och familjen klockväxter. Inga underarter finns listade i Catalogue of Life.

## Bildgalleri

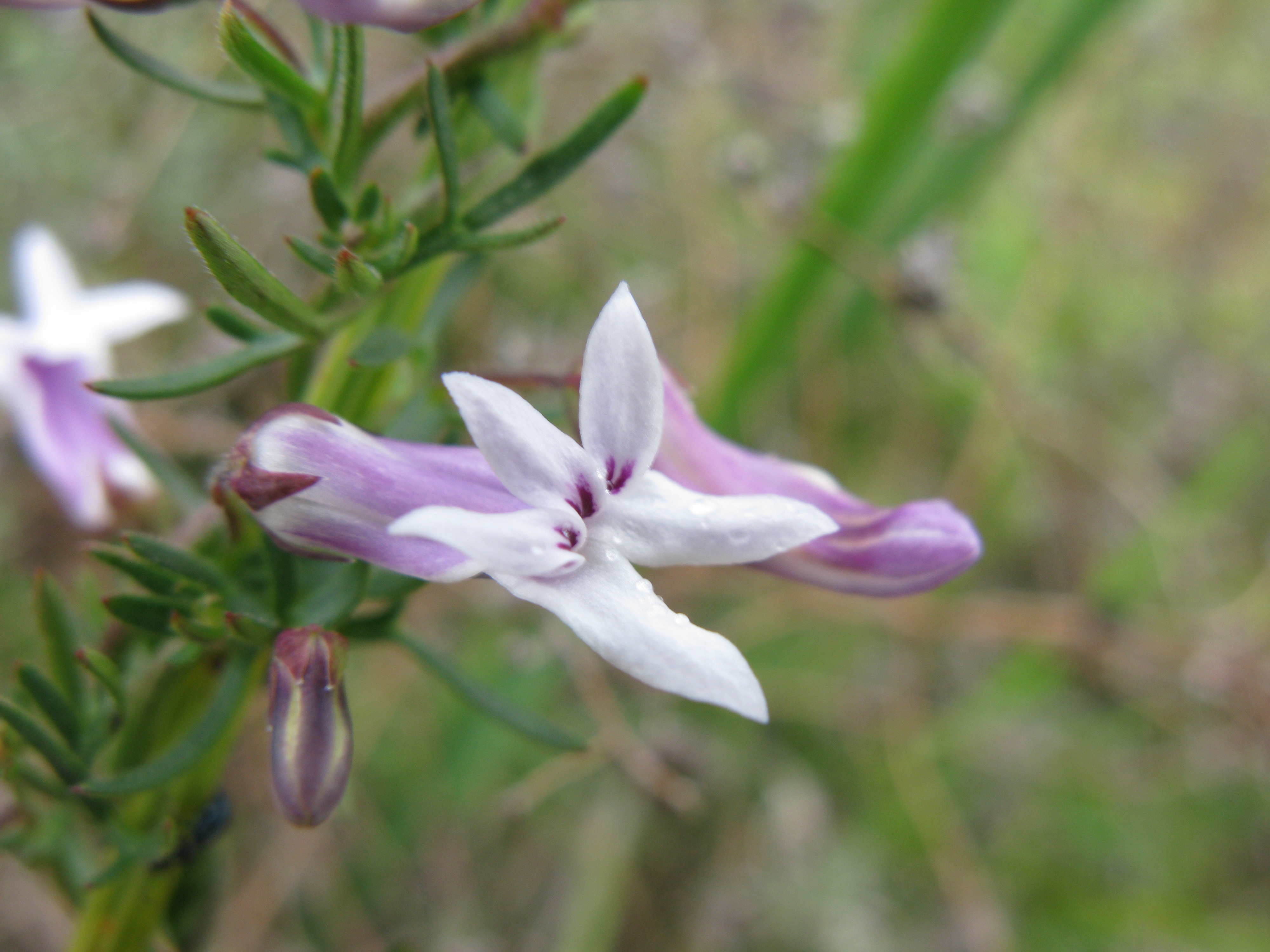